# ويليام أوين روبرتس
ويليام أوين روبرتس (بالإنجليزية: William Owen Roberts)‏ هو كاتب بريطاني، ولد في 1960 في بانغور في المملكة المتحدة.